# 科頓·馬瑟
科頓·馬瑟（英語：Cotton Mather；/ˈmæðər/ FRS，1663年2月12日—1728年2月13日）是美洲新英格蘭地區的一位清教徒牧師、多產作家、小冊子作家與意見領袖，他於1681年取得哈佛學院文學碩士學位，1710年取得格拉斯哥大學榮譽博士學位。雖然馬瑟不但在植物雜交種實驗上有所貢獻，還發揚了接種技術，為科學領域做出了貢獻，但現今他主要是知名於在塞勒姆審巫案中的活躍事蹟。在審巫案中，馬瑟致力於將人定罪為巫師或女巫，並支持使用幽靈證據來為他們定罪。

## 生平與著作

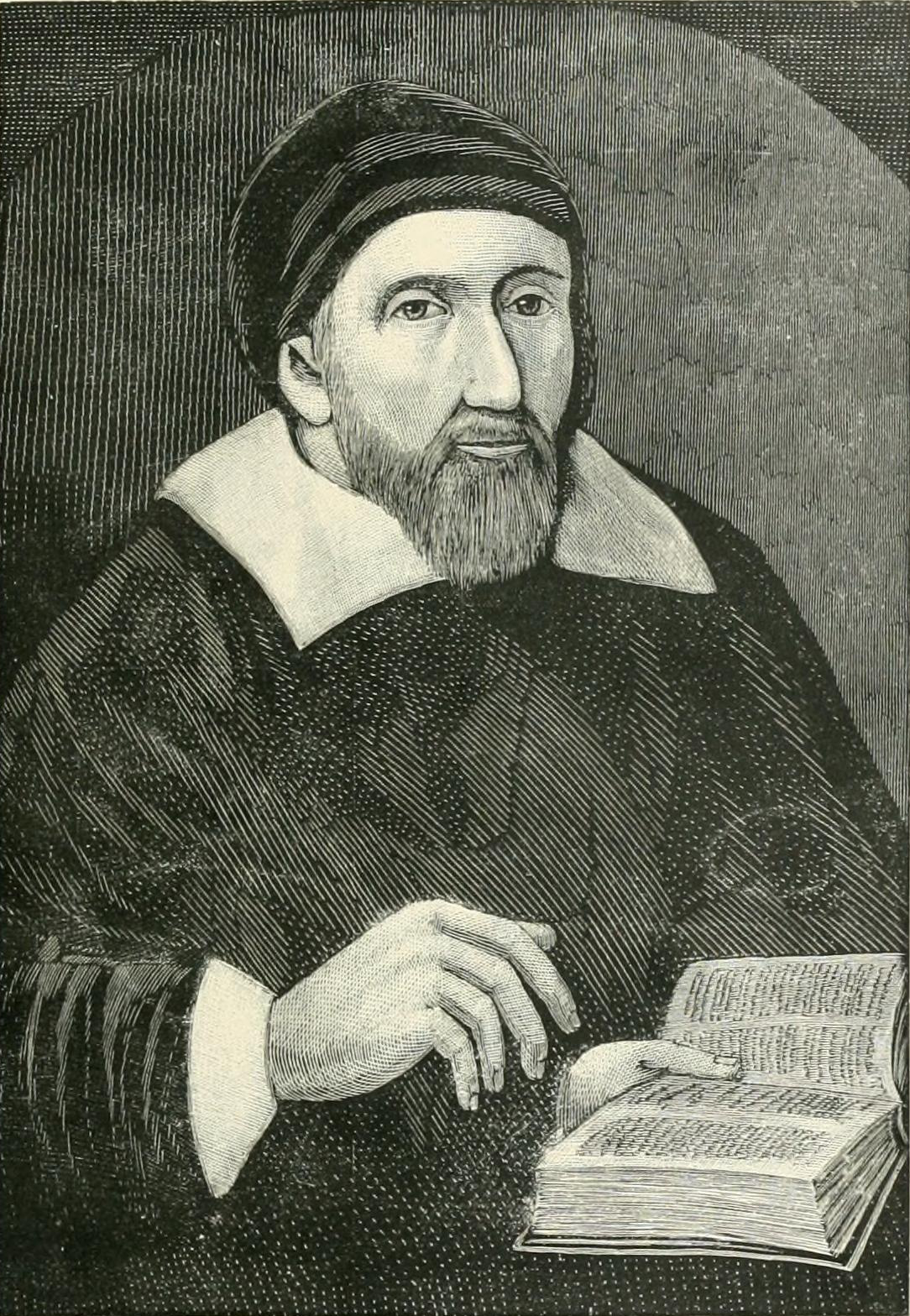
理查·馬瑟

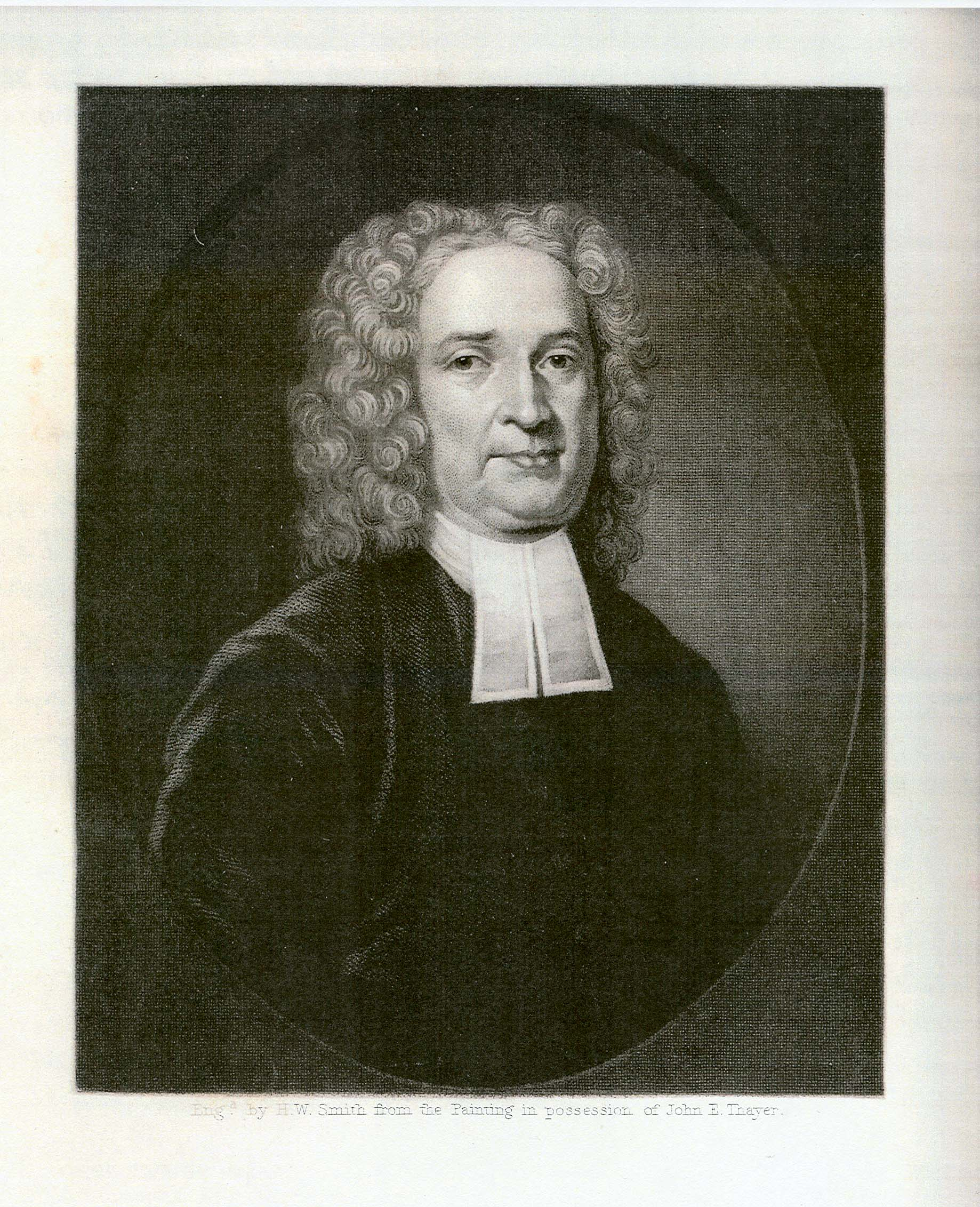
約翰·科頓

科頓·馬瑟於1663年出生在麻薩諸塞灣殖民地的波士頓，他是因克瑞斯·馬瑟和瑪麗亞·馬瑟（舊姓「科頓」）的兒子。兩位著名的清教徒牧師約翰·科頓和理查·馬瑟分別是他的祖父和外祖父，而「科頓」這個名字便是為了紀念他的外祖父而取的。
馬瑟年輕時曾就讀波士頓拉丁語學校。在馬瑟死後，這所學校將他的名字列入了學校的名人堂中。1678年，15歲的馬瑟畢業於哈佛學院。在完成他的學士後學業後，他回到波士頓，於他父親就職的北教堂擔任助理牧師。1685年，馬瑟成為該教堂的本堂牧師:8。
一般認為科頓·馬瑟和他父親因克瑞斯·馬瑟之間關係緊張。因克瑞斯曾是北教堂的本堂牧師和哈佛學院的校長，他的人生可說是相當成功。儘管科頓再怎麼努力，在政治領域上他始終沒辦法像他父親那樣成功、知名。只有在作為一名作家的著作數量（超過450本）上，他才勝過他父親。兩人之間的緊張關係在塞勒姆審巫案中曾浮上檯面，據說因克瑞斯當時並不支持他兒子的舉動。

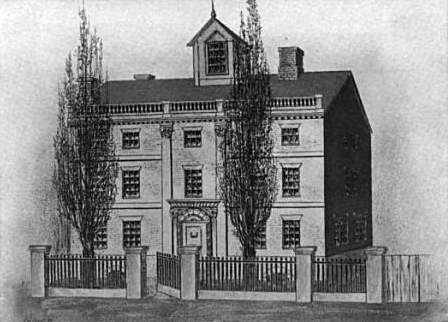
1688年至1718年間，馬瑟居住在波士頓的漢諾瓦街 (波士頓)

馬瑟寫下了超過450本書籍和小冊子，他的著作在當時的美洲可說是無處不見，使他成為美洲最有影響力的宗教領袖之一。他樹立了殖民地的道德基準，呼籲自英格蘭移民到美洲殖民地的清教徒第二代、第三代回歸到清教主義的神學本質。這些著作中最重要的是《基督在美利堅的榮光造物》（1702年），此著作由七本書組成，分為兩卷。

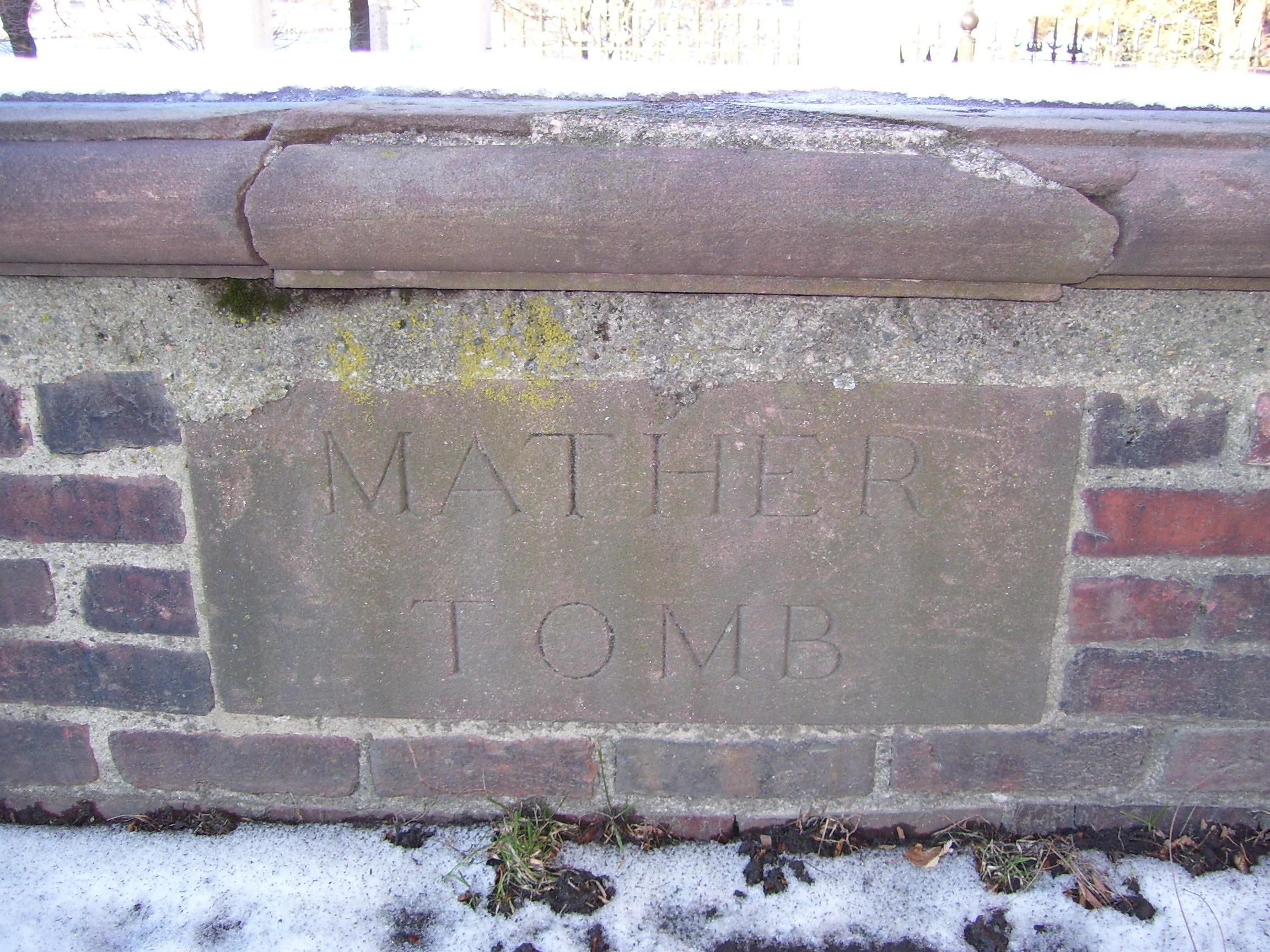
馬瑟之墓，葬於考普山墓地

馬瑟也對早期美洲的科學發展有所貢獻。1716年他主導了一場玉米品種實驗，這是有留下紀錄的植物雜交種實驗中最早的一個。在他寄給朋友詹姆斯·裴蒂弗的一封信中紀錄了這場實驗的成果：
首先：我的朋友種下一排紅色與一排藍色的印第安玉米；田裡其他地方則種下黃色玉米，這是最常見的顏色。在迎風面的田地，紅色和藍色的那兩排會感染第三排和第四排，以及一部份的第五排和第六排，使這些玉米轉變為和它們相同的顏色。但在背風面的田地，被感染為相同顏色的玉米不少於七或八排，對那些還沒轉變顏色的玉米也造成了一點影響。
勞勃·波以耳對馬瑟的職業生涯影響深遠。馬瑟在1680年代將波以耳的著作《Considerations touching the Usefulness of Experimental Natural Philosophy》仔細地從頭到尾閱讀了一遍，他早期的科學與宗教著作受到波以耳很大的影響，著作中的用詞幾乎都和波以耳相同。
馬瑟曾發表過末日預言，預言世界會在1697年迎向末日。預言失敗後，他又兩度修改了預言中的年份:338。
1713年11月，馬瑟的妻子、他倆的兩歲大女兒和剛誕生的一對雙胞胎全都在麻疹流行期間死亡。這是他第二次喪偶，且他全部15個孩子中只有兩個倖免於難。
馬瑟曾幫忙說服伊利胡·耶魯，要他向紐黑文一所即將新建的學校捐款，這所學校就是後來的耶魯學院。
1728年，他在65歲生日的隔天逝世，遺體被埋在老北教堂旁邊的考普山墓地。

## 塞勒姆審巫案

### 審巫案爆發前
1689年，馬瑟出版了《難忘的遠慮──關於巫術與殖民地》（Memorable Providences, Relating to Witchcrafts and Possessions）一書，書中他詳細描述了愛爾蘭裔洗衣婦安·格羅夫的審巫案，此事件發生在1688年的波士頓，格羅夫被指控對雇主古德溫家（Goodwin family）的幾個孩子施行巫術，最終也因此被處決。馬瑟在這起審巫案中扮演著重要角色，除了替受害的孩子們祈禱、禁食和冥想之外，他也觀察並記錄下他們的行為舉止，並將其詳細地刊載在《難忘的遠慮》書中。孩子們顯然受到歇斯底里的影響。在書中，馬瑟主張既然這世上有女巫和惡魔，那當然也會有「不朽的靈魂」（immortal souls）存在。他還說女巫就像它們一樣幽靈般地出現。馬瑟反對任何以物質層面解釋的合適解釋，他相信那些承認自己使用巫術的人們有著正常理智，他反對表演魔法，因為那與惡魔有所聯繫。他認為將幽靈證據納入法律訴訟是洽當的，但將人定罪不能只基於幽靈證據，因為惡魔也有可能變身成一位無辜人士的模樣來作亂。羅伯特·卡里夫是當時批評馬瑟的人士之一，他認為馬瑟的這本著作為三年後的塞勒姆審巫案奠下基礎：
科頓·馬瑟先生比起這片土地上其他任何牧師都還要活躍、還要更前線，他將孩子們的其中一位帶回家，並和那孩子策劃了這等陰謀詭計，在他印出了《難忘的遠慮》這樣一個事件全紀錄後，十分有助於點燃那些火種……
19世紀的歷史學家查爾斯·溫特沃思·阿珀姆認為塞勒姆審巫案中那些出現奇怪症狀的「受害者」們正是在模仿古德溫家的孩子們，不過阿珀姆不只責怪科頓，還責怪他的父親因克瑞斯·馬瑟：
對於他們那個時代的輿論，他們是有責任的……比起其他任何人都來得多。那的確是一個迷信的年代；但這些迷信很多出自於他們的操作、他們的影響和他們的著作，始於因克瑞斯·馬瑟1681年的牧師集會，結束於科頓·馬瑟與古德溫孩子們的交流，以及他那被廣泛傳播、印刷的事件紀錄。那麼，出於這個原因，首先我認為這兩人須為所謂的「塞勒姆審巫案」負起責任……

### 法庭
從事件初始起，馬瑟就有能力影響法庭對審巫案所做出的解釋。當時麻薩諸塞灣省才剛成立沒多久，初代省長威廉·菲普斯指派他的副省長威廉·斯托頓主導這個特別的巫術法庭。斯托頓成為殖民地法庭的審判長，負責這起審巫案。根據19世紀的歷史學家喬治·班克羅夫特的說法，在政治界不受歡迎的斯托頓之所以有辦法當上威廉·菲普斯的副省長，和科頓·馬瑟脫不了關係。馬瑟動用他那在政治界活躍的父親的影響力，干預了此事。班克羅夫特如此寫道：「科頓·馬瑟為了斯托頓的晉升而向人求情，斯托頓是一個冷酷、驕傲、任性固執且貪圖榮譽的男人。」。馬瑟顯然將這位從未結過婚的單身漢視為他在教會事務上的盟友，班克羅夫特在他的著作中引用了當時馬瑟對斯托頓順利就職時的反應：
「獲得幫助的時刻到了。」科頓·馬瑟興高采烈。「是的，定下的時刻到來了。」
馬瑟宣稱他沒有參與塞勒姆審巫案的審判（儘管他的父親因克瑞斯參與了對喬治·巴勒斯的審判），但與他同時代的羅伯特·卡里夫和湯瑪斯·布拉特爾認為他確實影響了幾起處決。在審巫案尚未落幕前，馬瑟就已經開始宣揚並慶祝這些審判：
「在我們當中有許多不滿的聲音，發表這些審判可能會使我們萌發對上帝的感恩之心，因為到目前為止，我們的正義已被執行，我將為增添了光輝的上帝感到喜悅。」
馬瑟宣稱自己在這起事件中的定位是「歷史學家」而非事件的擁護者，但在他的著作中卻對被告們的罪行有著強烈的預設立場。他將瑪莎·科里安稱呼為「一個狂暴的女巫」（a rampant hag），還將喬治·巴勒斯稱為一個「非常微不足道的男人」（very puny man），還說巴勒斯那「搪塞、矛盾且有謬誤」的證詞「並不值得考慮」。

### 對於「幽靈證據」的支持與警告
作為原告的受折磨女孩們會宣稱被告以「靈體」的形式攻擊他們，這些證言在塞勒姆審巫案中常常被視為是可供採信的證據，此即所謂的「幽靈證據」。舉個例子，女孩們可能會說「伊莉莎白·普羅克特咬我、掐我，想害我窒息！」，即使這所謂的攻擊事件實際上是發生在她們的夢或幻覺中，即使她們所看到的攻擊者只不過是和被告的外型有那麼點類似，也會被解釋成「女巫轉變成靈體形式進入夢中攻擊她們」。
1692年5月31日，馬瑟寫信給審巫案的法官之一，同時也是他教堂所屬會眾的約翰·理察茲。馬瑟在信中表示自己支持這次起訴，但還是要提醒他：
「幽靈證據的使用不要超過它應有的限度……毫無疑問的，魔鬼不只會化成那些無辜人士的形體，也可能會變成那些道德高尚的人士。雖然我相信公正的上帝通常會透過某種方法來迅速證明他們的無罪。」
地方上的牧師們對此議題發表了意見，他們於1692年6月15日給出回覆，在這些回覆當中，馬瑟似乎收到了不少正面回饋：
「據我所知，年輕的科頓·馬瑟正寫出了他們的渴望。」
在《數名牧師的回覆》（Return of the Several Ministers）中，矛盾地論述了是否該允許幽靈證據的使用。信件的原始完整版本經過翻印後，被收錄在1692年因克瑞斯·馬瑟所著《良心案》（Cases of Conscience）的最後兩頁。這是一份奇怪的文件，將這充斥著混亂與爭執的資料來源保存了下來。卡里夫稱之為：
「完美的兩面討好手法，先是鼓勵使用那些邪惡的方法，再給予他們警告……確實，這些建議看起來很像他的著作中會出現的東西，一方面帶來火源以增長火勢，一方面又帶來水以熄滅大火。」
似乎有幾名與其商議的牧師並不同意使用幽靈證據，這也是為什麼科頓·馬瑟此時給出的解釋和建議至關重要。湯瑪斯·哈欽森為《數名牧師的回覆》一文做出總結：
「這段建議文的首兩段與最後那段奪走了其他人的力量，使起訴的情況變得比以前更加茁壯。」
五年後，馬瑟以匿名發表的《菲普斯的人生》（Life of Phips，1697年）中收錄了《數名牧師的回覆》的翻印文，並刻意省略掉了最關鍵的「首兩段與最後那段」，雖然這幾段在他1692年初秋貿然出版的《未知世界的困惑》中也有收錄，早已獲得了許多關注。
1692年8月19日，馬瑟在場參與了喬治·巴勒斯（與同時處刑的其他四人）的處刑，卡里夫稱馬瑟在這次處刑中扮演著直接且重要的角色：
|                                       | 喬治·巴勒斯和其他人一起被關在囚車裡，通過塞勒姆的大街，押赴刑場。在他即將行刑的時候，他向眾人做最後的演說，聲明自己無罪。如此莊重嚴肅的演講贏得了所有人的尊敬。他的禱文措辭極佳，演講時極為沉著冷靜。他的演說如此動人，很多人的眼淚都流了下來，看起來這場行刑很有可能被觀眾打斷。這時，原告站出來說，有魔鬼在指示他說這些。在他被吊死後，科頓·馬瑟一躍上馬，大聲向民眾演講，一邊說巴勒斯先生是未受任命的牧師，一邊向大家訴說他的罪行，他說魔鬼經常會以光之天使的形體出現。這確實稍微安撫了民眾，剩下的行刑得以繼續。巴勒斯先生的絞索被砍斷，（某人）抓住他的絞索，將他的屍體拖到一個坑中，或一個墳墓中，在兩英尺深的岩石之間。他的上半身和屁股被扒光，一條受刑人的舊褲子被放在他的下半身上。他被放了進去，和瑪莎·科里安與約翰·威拉德葬在一起，他的一隻手、下巴和一隻腳曝露在外。 |
| ——羅伯特·卡里夫《未知世界的更多困惑》 | |

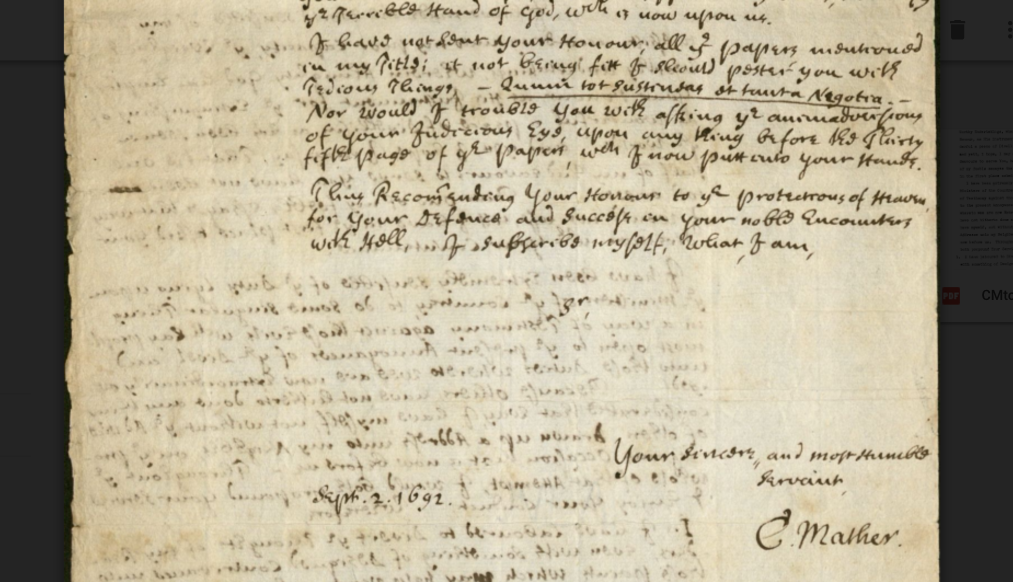
1692年9月2日科頓·馬瑟寫給威廉·斯托頓的信

1692年9月2日，由於已有11名被告遭處決，科頓·馬瑟寫了封信向審判長威廉·斯托頓祝賀，說他「絕妙地消滅了惡魔的功績已被世間知曉」，但也表示「然而，有一半是出自我的努力，這點卻沒有被世界看見。」
有關馬瑟和幽靈證據的關係，查爾斯·溫特沃思·阿珀姆做出了以下結論：
科頓·馬瑟從未在公開發表的著作中譴責幽靈證據「被許可使用」的問題，也從未建議要全面地排除幽靈證據的使用：相反的，他卻承認那是一種可被推定的根據……（而一旦它被承認）沒有任何論點敵的過它。人格、動機、常識，全被一掃而空。
波士頓的知識份子、馬瑟的批評者湯瑪斯·布拉特爾在1692年一封寫給一位英格蘭神職人員的信中，批評了那些使用幽靈證據的法官：
塞勒姆的紳士們絕不會允許任何人因為幽靈證據而被判有罪並受到譴責……但關於是否就算沒有幽靈證據，人們也會被判有罪的問題，我將這交由你與其他有辨別能力的人們自己判斷。
後來人們開始議論，說省長威廉·菲普斯的妻子瑪麗或許也涉及了巫術。與此同時，省長菲普斯決定下令杜絕幽靈證據的使用，此時是1693年1月。菲普斯的決定緩解了局勢，這馬上讓女巫們被定罪的機率大幅下降，在這之後也不再有人被當成女巫處決。菲普斯的這個決定受到了副省長斯托頓的強烈反對。
喬治·班克羅夫特在著作中提到，科頓·馬瑟認為女巫就在那些「貧窮、卑微、衣衫襤褸的乞丐」當中。班克羅夫特斷言道，馬瑟認為那些反對女巫審判的人，都是女巫的擁護者。

### 審巫案結束後

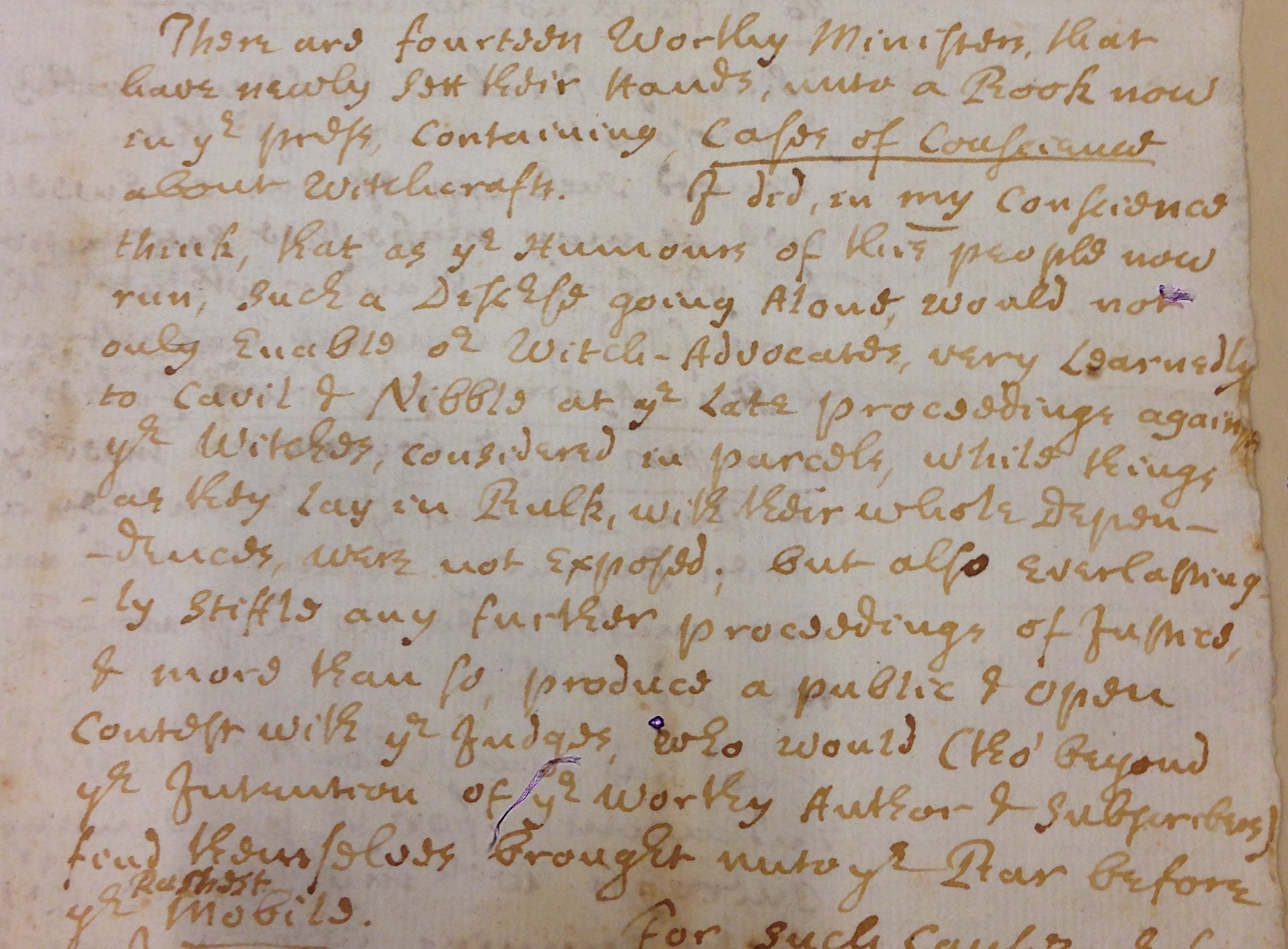
1692年10月20日，科頓·馬瑟寫給他舅舅約翰·科頓的信

作為此次事件的主要推動者，在審巫案結束後，馬瑟和威廉·斯托頓都不同意那些針對他們的強烈疑慮。在審巫案結束後的頭幾年，馬瑟持續為他們二人辯白，他似乎仍然認為他們還有機會回歸:67。
馬瑟在他的著作《未知世界的困惑》中描寫了他的布道、殖民地的現況與歐洲的女巫審判:335。書中也稍微澄清了他在《數名牧師的回覆》一文中對於幽靈證據的使用所提出的自相矛盾建議。透過這次的澄清，他表示自己是支持使用幽靈證據的。
《未知世界的困惑》的發行時間與他父親因克瑞斯的《良心案》（Cases of Conscience）相差無幾。馬瑟起初並不支持他父親的著作：
有14位值得尊敬的牧師最近正著手寫書並發表到報刊上，其中包含了和巫術有關的《良心案》。我憑我的良心思考……〔中間省略〕……這些發言永遠地扼殺掉了任何更進一步的司法程序，還會使針對法官的公開質疑越來越多……——1692年10月20日，給舅舅約翰·科頓的信
梅西·肖特（Mercy Short）及瑪格麗特·魯爾（Margaret Rule）是塞勒姆審巫案的原告，馬瑟分別於1692年12月和1693年9月拜訪了這二人，這是馬瑟所涉及的最後幾次與巫術相關的較大事件。受到「馬瑟拜訪魯爾事件」的刺激，羅伯特·卡里夫推動了一場為期五年的「反馬瑟運動」，反對具有強大影響力的馬瑟。卡里夫寫下了《未知世界的更多困惑》（More Wonders of the Invisible World）一書，寫作動機是為了要重新見證1692年的那場可怕事件，並擔憂馬瑟可能會「再度成功地掀起一場審巫案」。他在書中引用了陪審團和其中一個涉案法官的公開道歉。因克瑞斯·馬瑟後來被撤下哈佛校長的職位，並由塞繆爾·威拉德取而代之。據說因克瑞斯差不多在同個時期公開地在哈佛園中燒毀了卡里夫的著作。

## 天花接種爭議
天花接種（smallpox inoculation）——不同於之後才發展起來的疫苗接種（vaccination）——其歷史最早可追溯到8世紀的印度或10世紀的中國。此技術大約也在17世紀時於土耳其興盛起來，更確切的說，在土耳其所使用的是「人痘接種」（variolation），此技術透過使用症狀較輕微的天花患者的分泌物，來製造出可控制且容易痊癒的感染，讓身體得以產生抗體。18世紀初，英格蘭的皇家學會曾討論過是否該引進天花接種技術，而1713年的天花疫情又更進一步地提升了學者們對此技術的興趣。然而一直到1721年，在英格蘭的美洲殖民地才出現了英格蘭第一起有紀錄的接種病例。

### 1721年天花疫情
天花在殖民美洲是相當危險的疾病，它具有高度的接觸傳染性，且死亡率高達百分之30。雖然最蒙受其害的是美洲原住民，但英裔白人也同樣地為此困擾。新英格蘭在1677年、1689－1690年和1702年都有爆發過天花流行疫情，其中波士頓的天花疫情則是流行於1690年和1702年。在此期間，麻薩諸塞的公家機構主要透過實施隔離來處理疫情。入境的船隻會在波士頓港口被隔離，鎮上的天花病患要不被嚴加看管，要不被送入「隔離病院」（pesthouse）內。
1706年，馬瑟的非裔奴隸阿尼西母告訴馬瑟，童年時期他在非洲是如何被接種的。馬瑟深深地被這個想法所吸引。1716年7月，他在《自然科學會報》上讀到了君士坦丁堡的伊曼紐·蒂莫努斯醫生（Dr. Emanuel Timonius）對於接種技術的贊同。馬瑟隨後在寫給倫敦格雷舍姆學院的約翰·伍德沃德博士的一封信中表示，假如殖民地再度爆發天花疫情的話，它會極力催促波士頓的醫生採用天花接種技術。
到了1721年，年輕一代的波士頓人都沒有經歷過天花疫情，他們基本上並不害怕天花。同年4月22日，英國海軍船艦「海馬號」（HMS Seahorse）帶著天花病原，從西印度群島返回港口。儘管當時的人們試圖通過隔離來保護城鎮居民，但到了5月27日，波士頓已經出現了八起天花病例。截至六月中旬，該疾病以驚人的速度蔓延。隨著新一波的天花疫情持續蔓延，許多居民也逃到了較偏僻的農村。人口外流、隔離、外來貿易對象的恐慌等種種問題一同襲來，在這殖民地的首都鬧得人仰馬翻。衛兵駐紮在眾議院，以防任何未經特別許可的波士頓人進入。到了九月份，死亡人數來到101人，而市政委員們對此根本無能為力。據說情況已經糟到「要嚴格地限制喪鐘可被敲響的時間長度」。
1721年6月6日，馬瑟將蒂莫努斯醫生和雅各布斯·派拉蕊納斯（Jacobus Pylarinus）所寫的接種報告書的內容摘要寄給當地的醫生們看，敦促他們商議此事，但他沒有得到回應。接著，馬瑟將接種技術引介給扎布迪尔·博伊尔斯顿醫生使用，博伊爾斯頓嘗試為他13歲的小兒子和兩名奴隸（一名成人和一名小孩）進行接種，三個人都在大約一週內康復，這是美洲最初的接種案例。有了這些成功的經驗，博伊爾斯頓又在七月中旬為至少七人進行接種。天花疫情於1721年10月達到巔峰，有411人死亡。一直到1722年2月26日，波士頓才終於擺脫了天花。從1721年4月開始算起，病例總數達到5889例，其中有844例死亡，超過四分之三是死於1721年。與此同時，博伊爾斯頓為287人進行接種，其中只有6人死亡。

### 接種爭議
博伊爾斯頓醫生和馬瑟的大規模接種在波士頓掀起了一場可怕的喧囂。馬瑟在他的日記中承認，他們二人是「人們憤怒的對象；他們對此破口大罵並惡言相向」。波士頓的市政委員們將醫生找來，聲稱這種做法已造成多人死亡，只會害疾病繼續擴散而已，要博伊爾斯頓不要再這麼做了。
《新英格蘭新聞》上刊載了反對此作法的聲音。根據這家報刊所刊載的內容，波士頓的民眾擔心接種不但不會阻止疾病的擴散，反而還會助長它。不過，有些歷史學家，如H·W·布蘭德斯認為這是因為報刊的總編輯詹姆斯·富蘭克林（班傑明·富蘭克林的哥哥）站在反對立場。反對輿論的源頭是波士頓的約翰·威廉斯（John Williams），他提出了條理分明的反對論點，說明天花接種違反醫學原則。包括約翰·威廉斯在內的幾位反對人士認為，天花接種的實施違反了醫學的自然規律，讓醫生從治療他人者轉變為傷害他人者。如同大多數的殖民地居民，威廉斯生活中的各部分都深刻地受到了清教徒信仰的影響，在此案件中，他也引用了聖經來強調他的論點。他所引用的章節是《馬太福音》9:12，「耶穌聽見，就說：康健的人用不著醫生，有病的人才用得著。」甚至在1721年11月，還有某個極端份子朝馬瑟的家投擲一顆引信已經點燃的手榴彈。

#### 清教徒的意見
一般來說，清教徒牧師們是支持接種試驗的。如因克瑞斯·馬瑟就和其他兩位著名牧師，班傑明·柯爾曼（Benjamin Colman）與威廉·庫珀（William Cooper）一起公開宣揚接種的使用。「其中一個清教徒思想的典型假說是，要在自然和神啟中辨別何謂上帝的旨意。」
然而，約翰·威廉斯卻質疑天花「並非上帝的奇怪傑作」。他還問他的讀者，上帝是否把將天花傳染給人們視為一種「對罪惡的懲罰」，並警告透過接種來試圖保護自己免受上帝的憤怒，只會「更加激怒祂」。
清教徒在苦難中尋找意義，他們還不知道上帝為什麼要透過天花來表達對他們的不滿。在嘗試治療前若不先矯正人們所犯下的錯誤，可能只會讓人們「回歸宿命」。許多清教徒相信接種的做法：先製造傷口再放入病菌，是一種暴力行為，與美好的治療行為大相逕庭。他們努力遵守十誡，成為合乎體統的教會成員與善良又關懷人心的鄰居。以接種為由傷害或謀殺鄰居，顯然和十誡中的第六誡：「不可謀殺」矛盾，這成為了反對方的主要意見之一。威廉斯認為，由於在聖經中無法找到支持接種的理由，這便不是上帝的旨意，因此是「非法的」。由於清教徒普遍透過聖經來決定所有決策，缺乏經文的支持便會讓許多人心懷疑慮。威廉斯暢所欲言的奚落馬瑟，因為他沒辦法從聖經中引用經文來支持接種。

#### 醫學界的意見
波士頓的威廉·道格拉斯醫生為此議題寫了一本小冊子，題為《The Abuses and Scandals of Some Late Pamphlets in Favour of Inoculation of the Small Pox》（1721年），講述了有關天花接種的濫用與醜聞。道格拉斯醫生曾在歐洲取得了醫學學位，以當時的人來說相當優秀。
道格拉斯醫生以較為世俗的論點來反對天花接種，他強調理性比感性重要，並力勸大眾做出務實性的選擇。此外，他要求牧師們應該讓醫生來實踐醫學行為，因為牧師們缺乏該領域所需的專業知識。根據道格拉斯醫生的看法，天花接種是一個「重大的醫學實驗」，不能輕易實施。他認為，並非所有學識淵博的人都能夠勝任醫治他人的職責，雖然在殖民地早期歷史中，包括照顧病人在內，牧師常常要身兼多職，但現在他們被認為應該要遠離政府和俗事。道格拉斯認為接種所造成的死亡人數超過達到預防效果的人數。道格拉斯說，馬瑟之所以能夠成功的唯一原因，是因為他把這技術用在小孩子身上，而孩子們自然比大人更能夠迅速恢復體力。道格拉斯總是立誓要對抗「散播傳染病的邪惡」。文獻上記載著：「這兩位有名望的敵手（道格拉斯和馬瑟）之間爭鬥的時間遠遠長於傳染病本身流行的時間，伴隨著這段爭議所產生的文獻既龐大又充滿惡意。」

#### 為接種的辯護
隨著天花疫情的擴大，死亡人數也以驚人的速度增長，找出危機的解決方案已是刻不容緩。人們嘗試了諸如隔離和體液學說等許多方案，但都沒有成功減緩疾病的傳播。消息從一個城鎮傳到另一個城鎮，甚至傳到了海外，有關天花的恐怖故事造成了人們的大規模恐慌。「到了1700年左右，天花已經成為了大西洋兩岸最具毀滅性的流行疾病。」
馬瑟強烈反對那些認為接種違背上帝旨意的觀點，他認為這種做法並不違反清教徒的常規。他寫道：
一名基督徒是否可以不使用這份良藥（讓這麻煩事成為將會發生的事）並謙卑地感謝上帝讓他們在這悲慘世界中發現祂的良善天意；並恭順地為這良善天意感到欽佩（就像我們在使用其他任何良藥時做的一樣）？這似乎挺奇怪的，任何聰明的基督徒都無法回答這點。那些自稱是醫生的人在透過惡言謾罵反對此事時，也等同背叛了他們的解剖學、哲學與神學，這是多麼奇怪的事？
清教徒牧師們開始接受這種觀點：不管你是好人還是惡人，天花對任何人來說都是無可避免的，但上帝卻還是為他們提供了自救的手段。馬瑟如此寫道：「使用過這種技術的人沒有任何一位死於天花，與此同時，這疾病是如此致命，至少有一半的人都死了，而他們是透過普通的傳染途徑（而非因為接種）被傳染。」
當馬瑟正在實驗這種新做法時，著名的清教徒牧師班傑明·柯爾曼與威廉·庫珀以神學的角度公開地表達他們對此事的支持。

### 事件餘波
雖然馬瑟和博伊爾斯頓能夠證明這種做法是有效的，但有關接種的爭議還是一直持續到1721－1722年天花疫情結束後。透過第一手經驗的分享與人們之間的口耳相傳，天花接種技術最後終於被大眾所接受。雖然許多人一開始都對天花接種抱持著保守的態度，但由於人們能夠在自己的公眾社區中不斷地見證這種做法帶來的正面成果，它最終得以被廣泛使用。
在克服了大量難題並獲得顯著成功之後，博伊爾斯頓於1725年前往倫敦發表成果，並順利在1726年被選為皇家學會的會員。馬瑟本人則是在兩年前就取得了會員資格。

## 向海盜傳道
在馬瑟的牧師生涯中，他也熱衷於向那些已被關押的海盜們布道。他寫了許多以「對海盜的傳道」為主題的小冊子，例如《Faithful Warnings to prevent Fearful Judgments》、《Instructions to the Living, from the Condition of the Dead》、《The Converted Sinner ... A Sermon Preached in Boston, May 31, 1724, In the Hearing and at the Desire of certain Pirates》、《A Brief Discourse occasioned by a Tragical Spectacle of a Number of Miserables under Sentence of Death for Piracy》、《Useful Remarks. An Essay upon Remarkables in the Way of Wicked Men》和《The Vial Poured Out Upon the Sea》。他的父親因克瑞斯曾在荷蘭籍海盜彼得·厚德里厚的審判上傳道。科頓·馬瑟曾依序在以下這些海盜的審判或處刑上傳道：威廉·弗賴、約翰·奎爾奇、塞繆爾·貝拉米、威廉·基德、查爾斯·哈里斯和約翰·菲利普斯。他曾作為一名牧師為海盜湯瑪斯·霍金斯、湯瑪斯·龐德和威廉·考沃德等人服務，這些人當時和「好主婦」安·格羅夫的女兒，審巫案被告「愛爾蘭天主教徒女巫」瑪麗·格羅夫關在一起，她受審時馬瑟也在場傳道。
在與威廉·弗賴及其船員的傳道中，馬瑟責備他們：
你們心中會有某種東西迫使你們承認，你們所做的事情是最不講理且最可惡的。你們已承認犯下了搶劫與海盜罪，你無法用任何言詞來為這些事辯解。……〔中間省略〕……這是你們所累積的大量罪過中最醜陋的部分，你們被指控犯下一起令人毛骨悚然的謀殺案，從天堂向你們襲來的是血淋淋的吶喊。

## 著作列表
科頓·馬瑟一生中寫下大量文章與著作，此處僅列出其中一部分較為知名的文章。
主要著作
- 《波士頓星曆表》（Boston Ephemeris，1686年）
- 《Ornaments for the Daughters of Zion》（1692年）
- 《未知世界的困惑（英语：Wonders of the Invisible World）》（1693年）
- 《聖經中的美洲》（The Biblia Americana，1693年－1728年）
- 《Decennium Luctuosom: a History of the Long War》（1699年）
- 《鹽之柱》（Pillars of Salt，1699年）
- 《基督在美利堅的榮光造物（英语：Magnalia Christi Americana）》（1702年）
- 《The Negro Christianized （页面存档备份，存于）》（1706年）
- 《Corderius Americanus: A Discourse on the Good Education of Children》（1708年）
- 《Bonifacius》（1710年）
- 《Theopolis Americana: An Essay on the Golden Street of the Holy City （页面存档备份，存于）》（1710年）
- 《基督徒哲學家》（The Christian Philosopher，1721年）
- 《Manductio ad Ministerium》（1726年）

### 《波士頓星曆表》
《波士頓星曆表》（Boston Ephemeris）是馬瑟於1686年所編寫的年鑑，內容類似於今日廣為人知的《農夫年曆》。這份年鑑中包含了大量的天文學內容，當中需要用到大量的計算來算出天體的運動和位置，這表示馬瑟對數學也略有涉略。

### 《聖經中的美洲》
馬瑟過世時留下了大量未完成的遺稿，其中便包括這篇《聖經中的美洲》（The Biblia Americana）。馬瑟相信《聖經中的美洲》將會是他寫作生涯中最出色的作品，一部傑作。《聖經中的美洲》包含了馬瑟對聖經的思想和觀點，以及他如何解釋這些觀點。此著作難以置信地龐大，馬瑟從1693年起便著手寫作，一直到1728年他過世為止都還沒完成。馬瑟試著說服他人，哲學和科學能夠與宗教相容，而不是互相排斥。人們不需要選邊站。在《聖經中的美洲》中，馬瑟透過科學的觀點來研究聖經，這正好和他在《基督徒哲學家》中的觀點完全相反，在後者中，他以宗教的觀點去看待科學。

### 《鹽之柱》
馬瑟於1686年發表了他的第一次布道，內容涉及因被判謀殺罪而被處刑的詹姆斯·摩根（James Morgan）。13年後，這次布道的內容經過馬瑟的編輯，與馬瑟的其他相似作品一同出版，題名為《鹽之柱》（Pillars of Salt）。

### 《基督在美利堅的榮光造物》
《基督在美利堅的榮光造物》被認為是馬瑟最傑出的著作，出版於1702年，當時馬瑟39歲。這本書收錄了幾名「聖徒」（saints）的傳記，並描寫了新英格蘭殖民地的發展。這邊提到的「聖徒」指的並不是天主教教會所定義的聖人，而是指那些馬瑟在書中提到的清教徒牧師。
《基督在美利堅的榮光造物》總共由七本書組成，包括他曾於1697年在倫敦以匿名形式出版的《Pietas in Patriam: The life of His Excellency Sir William Phips》。評論家們讚美了這本書，說這本書正確地紀錄下美洲殖民地的建立以及當地人民的發展，是此類型書籍中成果最好的之一。

### 《基督徒哲學家》
1721年，馬瑟出版了《基督徒哲學家》（The Christian Philosopher），這是美洲第一部有系統的科學著作。馬瑟試圖在書中展現出牛頓式科學和宗教之間是如何和諧共處的。書中有部分理論是基於勞勃·波以耳的《基督徒的品德》（1690年）。
此書還有一部分靈感來自於12世紀的小說《自修的哲學家》，作者為伊斯蘭哲學家伊本·圖菲利。雖然馬瑟將伊斯蘭教批評為異教，但他還是將這部小說的主角哈義·伊本·葉格贊（Hayy ibn Yaqdhan）視為基督教哲學家和一神論科學家的理想典範。馬瑟認為哈義是一位「高貴野蠻人」，並試圖透過哈義的例子來了解美洲原住民，馬瑟認為這有助於將美洲原住民轉變為清教徒。

## 腳註
1. ↑  有些資料中會將馬瑟工作的這座教堂誤認為波士頓另一座知名的老北教堂。
2. ↑  指的是古德溫家受害的孩子們
3. ↑  巴勒斯也是哈佛學院的校友，他是一位沒有被任命的牧師，最後和瑪莎·科里安、約翰·普羅克特、喬治·雅各布斯和約翰·威拉德在同一天被吊死。

## 外部連結
- Cotton Mather的作品  - 古騰堡計劃
  - 古騰堡計劃中的塞勒姆審巫案和科頓·馬瑟，由查爾斯·溫特沃思·阿珀姆所著 （页面存档备份，存于）
- 互联网档案馆中科頓·馬瑟的作品或与之相关的作品
- 來自科頓·馬瑟的LibriVox公共領域有聲讀物
- 科頓·馬瑟的著作
- 具影響力的馬瑟評論 （页面存档备份，存于）, collegiateway.org
- 《未知世界的困惑》（1693年版），PDF格式 （页面存档备份，存于）
- The Threefold Paradise of Cotton Mather: An Edition of "Triparadisus" （页面存档备份，存于）（PDF格式）
- 科頓·馬瑟 "~Resolved~", A Puritan Father's Lesson Plan （页面存档备份，存于）, neprimer.com
- 科頓·馬瑟 "The Story of Margaret Rule" （页面存档备份，存于）, bartleby.com